# Хирокития
Хирокити́я (греч. Χοιροκοιτία) — неолитическое поселение на Кипре (недалеко от Ларнаки), существовавшее в VII—IV тысячелетиях до н. э. Открыто в 1930-е гг. кипрским археологом Порфириосом Дикайосом. C 1998 г. — объект Всемирного наследия ЮНЕСКО. Археологическая культура, к которой относится город, была распространена также в других частях острова и в Леванте; соответствует периоду  докерамического неолита. Население занималось земледелием и жило в круглых домах из сырцового кирпича. Поселение имело укрепления.

## Открытие и исследования
Поселение было открыто в 1934 г. и исследовалось в 1934—1946 гг., а затем исследовалось в 1970-х годах.

## Поселение
Поселение расположено на склоне холма в долине речки Марони в 6 км от южного берега острова. Кроме реки, роль городских укреплений играла массивная каменная стена 2,5 м толщиной и 3 м в высоту. Круглые постройки были тесно расположены внутри городских стен. Их внешний диаметр — от 2,3 до 9,2 м, внутренний — от 1,4 до 4,8 м. Крыши были плоскими, хотя ранние исследователи предполагали, что кровля была в виде купола. Интерьер зависел от предназначения построек. Жилые имели очаг, скамьи и окна, в больших домах посреди помещения устанавливали столбы для подпорки крыши. По-видимому, хозяйства состояли из нескольких круглых построек, как жилых, так и хозяйственных, которые окружали внутренний дворик.
Поселение было основано около 7000 г. до н. э. (акерамический период), в середине VI тысячелетия до н. э. было покинуто жителями по невыясненным причинам, после чего заселено только приблизительно через 1000 лет (в керамический период). Окончательно заброшено в начале IV тысячелетия до н. э. Остатки зданий относятся в основном к акерамическому периоду.

## Культура

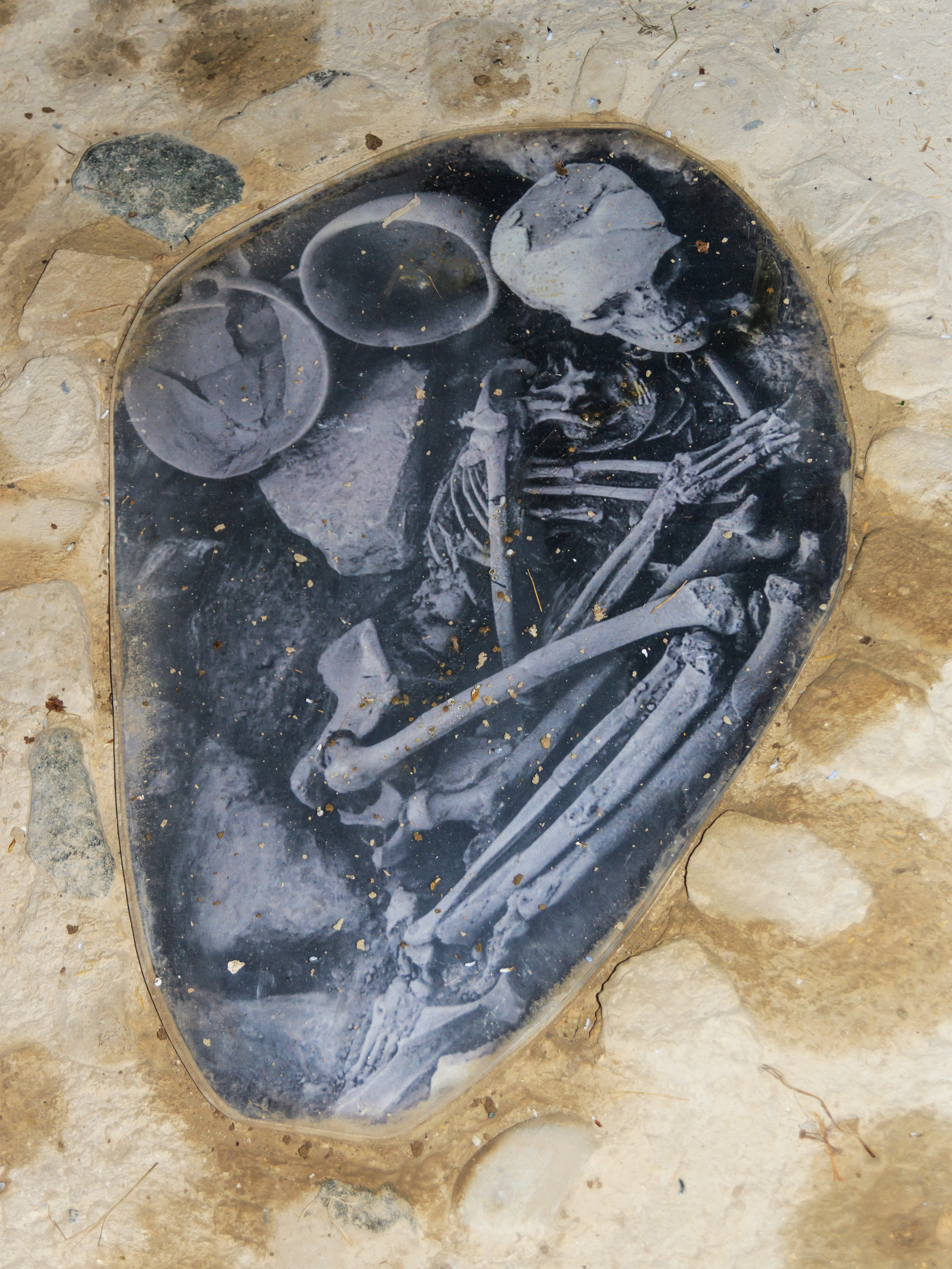
Реконструкция захоронения внутри жилища

Население занималось земледелием и скотоводством, численность достигала 300—600 чел. Рост жителей сравнительно низкий — у мужчин до 1,61 м, у женщин — ок. 1,51 м. Детская смертность была очень высокой, а средняя продолжительность жизни низкой — ок. 34 лет. В среднем мужчины доживали до 35 лет, женщины — до 33 лет. Мёртвых хоронили под полом домов, иногда с ними в могилу клали пищу и другие предметы, что указывает на наличие культа мёртвых.
Жители сеяли на полях в основном зерновые культуры, собирали дикорастущие фрукты, фисташки, фиги, оливы и сливы. В поселении найдены останки оленей, овец, коз и свиней.